# Louise Keilhau
Louise Keilhau (Kristiansand, 25 maggio 1860 – Oslo, 23 dicembre 1927) è stata una politica, docente e attivista norvegese per la pace. Ha fondato il Comitato norvegese per la pace duratura ed è stata membro fondatore della Women's International League for Peace and Freedom.

## Biografia

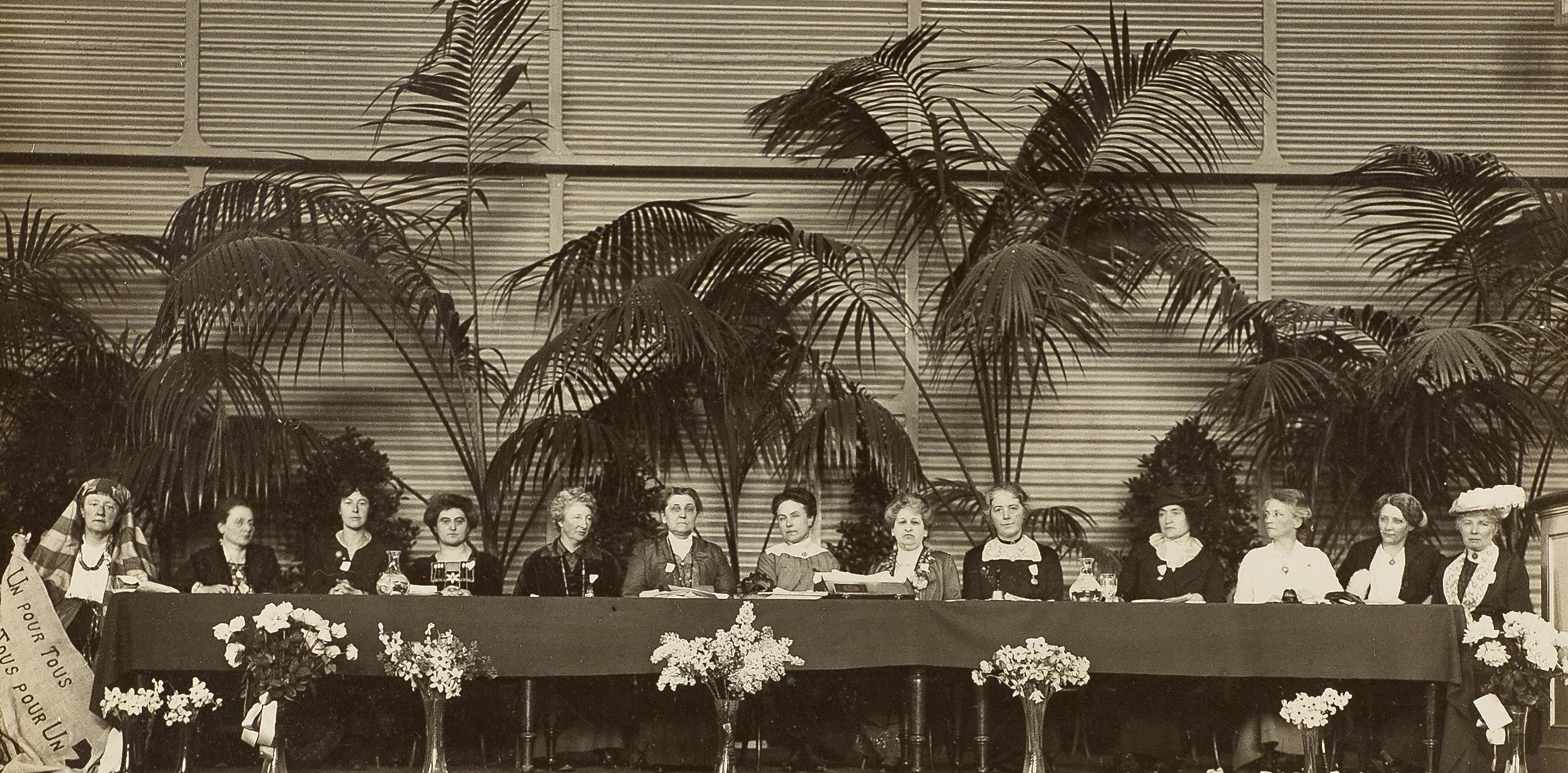
Conferenza di pace dell'Aia del 1915. Louise Keilhau è l'ultima a destra

Louise Keilhau nacque a Kristiansand in una famiglia della classe media, il padre era preside della scuola Harald Wilhelm Ottesen. Lavorò per molti anni come insegnante presso la Scuola della Cattedrale di Oslo. Si distaccò dalla famiglia troppo conservatrice, si iscrisse al Partito Liberale Norvegese e appena sposata con lo storico ed economista Harald Keilhau, si spostò con lui nella contea del Nordland.
Divenne un membro di spicco della Croce Rossa norvegese e quando si rese conto che lo scoppio della prima guerra mondiale sarebbe stato imminente fece una scelta pacifista diventando l'unica donna nel consiglio della Croce Rossa di Norvegia, lavorando perché si distaccasse dalle influenze governative. Nel 1915 fu delegata del suo Paese alla conferenza di pace dell'Aia alla quale arrivarono delegati da tutto il mondo. Il suo viaggio venne seriamente ostacolato dalle autorità ma, arrivata comunque, fu la promotrice della Risoluzione 28, che dichiarava a livello mondiale la protesta delle donne contro la follia e l'orrore della guerra, che sacrifica inutilmente le vite umane. Fondò in patria il Comitato norvegese per la pace permanente e fu membro fondatore della Women's International League for Peace and Freedom. Durante il conflitto le donne si riunirono e lavorono per preparare forniture mediche diventando uno dei punti di forza della mobilitazione della Croce Rossa in tutto il Paese. Dall'autunno del 1917 partecipò alle azioni volte a rintracciare le persone scomparse in guerra e a fornire loro soccorso. Intanto il governo norvegese aveva accettato che la Norvegia ricevesse prigionieri di guerra da Russia, Germania e Austria e la Croce Rossa organizzò il loro soggiorno e la loro cura.
Anche dopo la fine della guerra il suo impegno non cessò, e si dedicò ai diritti delle donne nel mercato del lavoro.

## Riconoscimenti
- Medaglia d'oro al merito del Re
- Premio onorario della Croce Rossa norvegese